# Zandpoort (Deventer)
De Zandpoort was een middeleeuwse stadspoort van de stad Deventer. De poort werd in 1394 gebouwd. De poort vormde de zuidwestelijke doorgang naar de stad. Bij de Zandpoort stond tevens een tolhuis waar de Katentol (vernoemd naar het Katerveer onder Zwolle), moest worden betaald.

## Belegeringen 1578 en 1591
Tijdens het Beleg van 1578 onder leiding van de graaf van Rennenberg werden de stadsmuren hevig onder vuur genomen. Als resultaat verloor de Zandpoort zijn spits en vier hoektorens.
In 1591 vond er wederom een Beleg van Deventer plaats, dit keer door het Staatse leger onder leiding van prins Maurits. Op 9 juni 1591 liet Maurits vanaf zonsopgang de zuidelijke stadsmuur massaal beschieten met kanonnen. De Zandpoort leed wederom veel schade onder het heftige bombardement. Daarnaast ontstond een bres in de stadsmuur waardoor aanvallers de stad in zouden kunnen gaan. Hoewel een actie van het Staatse leger om de stad binnen te dringen mislukte, gaf de stad zich vrij kort daarop over.

## Afbeeldinggalerij

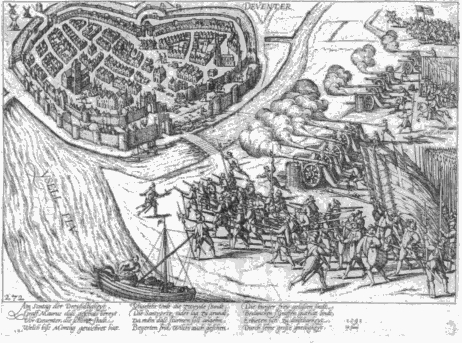
Beschieting van de Zandpoort en omliggende stadsmuren tijdens het beleg van 1591.
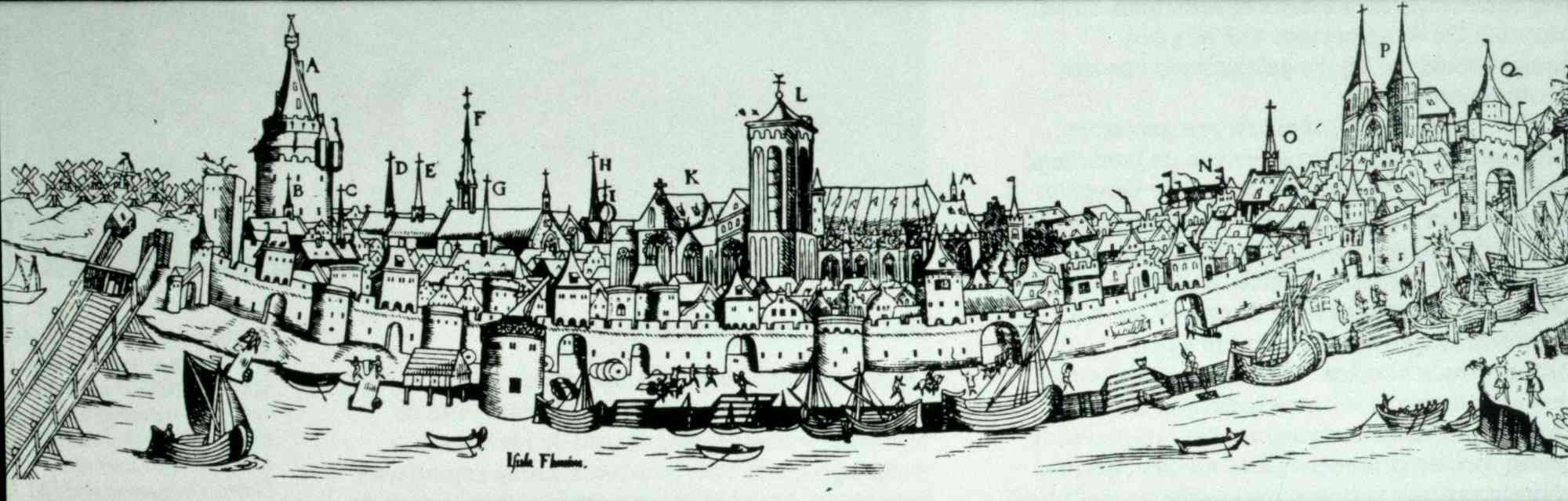
Anonieme houtsnede met gezicht op Deventer omstreeks 1550. Het poortgebouw dat geheel rechts is weergegeven is de Zandpoort (onder de letter Q).
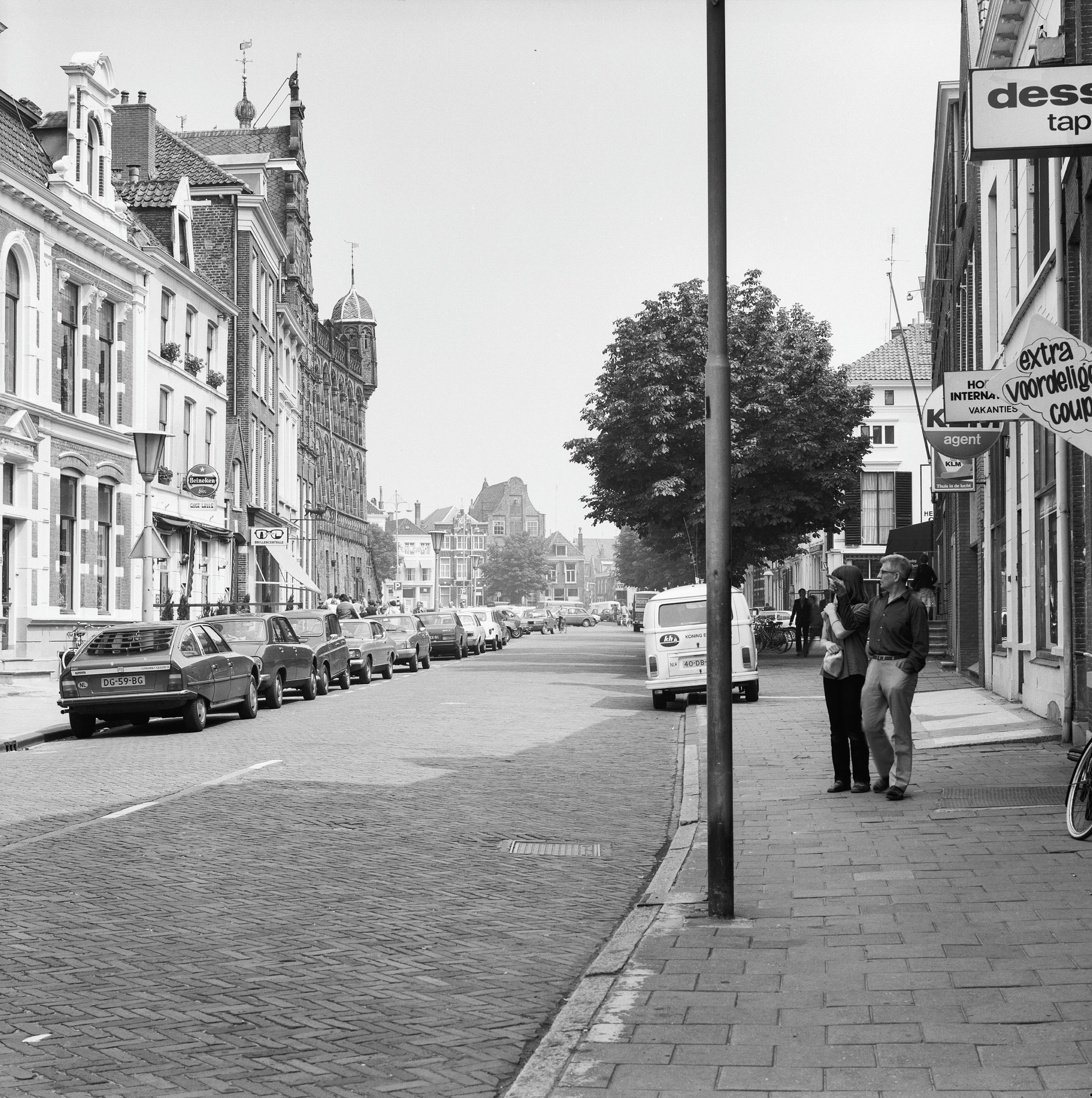
Foto genomen rond de oorspronkelijke plek van de Zandpoort (1979). Op de foto is de verbinding met Brink, de grootste markt van Deventer, goed te zien.

Bergpoort 
· Brinkpoort 
· Duimpoort 
· Heestpoort 
· Kraanpoort 
· Melksterpoort
· Mosselpoort
· Noordenbergpoort
· Pijperspoort
· Raampoort
· Schoenmakerspoort
· Veerpoort 
· Verwerspoort 
· Vispoort 
· Vullerspoort
· Zandpoort